# 聖俗二元論
聖俗二元論（せいぞくにげんろん）とは、聖と俗の二分法。

## 概要
フランスの社会学者エミール・デュルケームは、聖と俗の二分法を宗教の中心的特色であると考え、「宗教とは、聖なる事物、すなわち分離され禁止された事物に関わる信念と実践とが連動している体系」であると述べている。デュルケームの理論においては、聖なるものは特定集団の関心、とりわけ統一性を表象するものであり、これはその集団が共有する聖なる象徴、トーテムに具体的にあらわれている。他方、俗なるものは日頃の個人の関心事に関わるものである。デュルケームは聖俗二元論は善悪の区分と同一ではないと明白に述べている。聖なるものは善であることもあれば悪にもなりうるものであり、俗なるものもどちらにもなりうる。

## 批判
デュルケームはすべての宗教にこの二元論が普遍的に存在すると述べたが、この主張は英国の文化人類学研究者であるジャック・グッディのような学者たちに批判されてきた。グッディは「多くの社会は聖と俗に対応する言葉を持っておらず、自然と超自然の区別と同様、究極的にはこの区分は普遍的に適用できる基準というよりは非常にヨーロッパ的な宗教思想の産物である」と書いている。

## 関連文献
- ミルチャ・エリアーデ『聖と俗―宗教的なるものの本質について』風間敏夫訳(法政大学出版局、1969)。
- メアリ・ダグラス『汚穢と禁忌』塚本利明訳(筑摩書房、2009)。
- ミハイル・バフチン『フランソワ・ラブレーの作品と中世・ルネッサンスの民衆文化』川端 香男里(せりか書房、1995)。
- C. Renate Barber Sacred and Profane: Some Thoughts on the Folk-Urban Continuum of This Dichotomy Man, Vol. 65, Mar. - Apr., 1965 (Mar. - Apr., 1965), pp. 45–46 doi:10.2307/2797525
- S. S. Acquaviva, Patricia Lipscomb The Decline of the Sacred in Industrial Society. review: